# 269550 Chur
269550 Chur este un asteroid din centura principală de asteroizi.

## Descriere
269550 Chur este un asteroid din centura principală de asteroizi. A fost descoperit pe 16 noiembrie 2009 la Falera de José De Queiroz. Asteroidul prezintă o orbită caracterizată de o semiaxă mare de 2,71 ua, o excentricitate de 0,10 și o înclinație de 14,3° în raport cu ecliptica.